# Стрелка
Стрелка (рус. Стрелка; фин. Nuolijoki) река је на северозападу европског дела Руске Федерације која протиче преко западних делова Лењинградске области (Ломоносовски и Гатчињски рејон) и територије федералног града Санкт Петербурга.
Река Стрелка свој ток започиње као отока Кипењског језера, код села Кипењ, на подручју Ижорског побрђа. Тече у смеру севера, и након свега 34 km тока улива се у Невски залив (субзалив Финског залива) Балтичког мора, код села Стрељње. Укупна површина њеног сливног подручја је око 155 km².
Типична је равничарска река и карактерише је интензивно меандрирање. Ширина корита је свега 1 до 8 метара, док је максимална дубина до 1,5 метара.
Воде реке Стрелке карактерише повишен степен минерализације, са сувим остатком од 370 мг/л у периоду половођа, односно до 462 мг/л током зимског дела године.
У горњем делу тока налазе се бројне мање бране, чијом градњм су формирана мања вештачка језера намењена узгоју рибе. Њена вода се користи у техничке сврхе за потребе ломоносовске живинарске фарме, те за водоснабдевање села Горбунки.